# Бризгалица
Бризгалица, колоквијално шприц или шприца (искварено од  ) једноставна је пумпа која се састоји од клипа који је чврсто склопљен у ситну цев. Клип може да се повуче и притисне у оквиру цилиндричне цеви (званој барел), дозвољавајући тако бризгалици да прими и потисне течност или гас кроз отвор на крају цевчице. Завршетак цевчице са отвором може бити опремљен поткожном иглом, распрскивачем или у виду цеви, да помогне да се усмери проток у и изван барела. Бризгалице се често користе приликом давања инјекција, интравенској апликацији лекова, примени супстанци као што су лепак или лубрикант, као и у премеравању течности.